# کوهست (ماساچوست)
کوهست، ماساچوست
کوهست(به انگلیسی: Cohasset) شهرکی در شهرستان نورفولک ایالت ماساچوست می‌باشد که در سال ۱۷۷۵ بنیان‌گذاری شده‌است. این شهرک در سرشماری سال ۲۰۱۰ میلادی، ۷٬۵۴۲ نفر جمعیت داشته‌است.